# Eduardo Barbosa (político)
Eduardo Luiz Barros Barbosa ORB (Pará de Minas, 25 de agosto de 1958 – Brasília, 23 de agosto de 2023) foi um médico e político brasileiro, do estado de Minas Gerais. Atuou, por sete mandatos, como deputado federal pelo estado de Minas Gerais.
Foi médico pediatra formado pela Universidade Federal de Minas Gerais (UFMG), e pós-graduado em Saúde Pública pela Faculdade de Medicina de Ribeirão Preto (FMRP-USP).

## Votos
Votou a favor do Processo de impeachment de Dilma Rousseff. As acusações versaram sobre desrespeito à lei orçamentária e à lei de improbidade administrativa por parte da presidente, além de lançarem suspeitas de envolvimento da mesma em atos de corrupção na Petrobras, que eram objeto de investigação pela Polícia Federal, no âmbito da Operação Lava Jato.
Posteriormente, votou a favor da PEC do Teto dos Gastos Públicos. Em abril de 2017 votou a favor da Reforma Trabalhista. 
Votou a favor do processo em que se pedia a abertura de investigação do então Presidente Michel Temer, denúncia proveniente do Ministério Público Federal.
Votou a favor da Reforma da Previdência e das privatizações da Eletrobrás e dos Correios. Votou contra a autonomia do Banco Central. 
Votou a favor do aumento do fundo eleitoral para R$ 5,7 bilhões e a favor da institucionalização do orçamento secreto. Votou a favor da PEC dos Precatórios.
Votou contra a PEC do Voto Impresso. Ausentou-se na votação sobre a suspensão do mandato de Wilson Santiago (PTB).

## Controvérsias
Em 2019, o deputado foi acusado pela PGR do crime de peculato. Segundo a acusação, o deputado teria desviado R$ 1 milhão de reais destinados à APAE, organização que promove os direitos de pessoas com deficiência.  

## Morte
Barbosa morreu na madrugada do dia 23 de agosto de 2023, aos 64 anos de idade em Brasília, Distrito Federal.